# Kelemvor Lyonsbane
Kelemvor (conosciuto come Kelemvor Lyonsbane quando era un mortale) è una divinità immaginaria appartenente all'ambientazione Forgotten Realms per il gioco di ruolo fantasy Dungeons & Dragons. È una divinità maggiore del pantheon faerûniano.
Il suo simbolo è costituito da un braccio scheletrico rivolto con la mano verso l'alto che regge la bilancia della giustizia.
La sua arma preferita è "Tocco Fatale", una spada bastarda.
È conosciuto con il nome di Nas'r nella regione desertica dell'Anauroch.
Kelemvor si oppone alla non-morte e alle divinità che la promuovono, come Velsharoon. È asceso al rango divino durante il Periodo dei Disordini, dopo la distruzione della precedente divinità della Morte, Myrkul. In vita conosceva Cyric, che lo odia perché ha ottenuto parte della sua area d'influenza, e Mystra, ora sua alleata. Suo alleato e servitore è anche Jergal, lo "scriba dei morti".
Il regno di Kelemvor, la Spirale di Cristallo, si trova sul Piano del Fato, al centro della Città del Giudizio. Le anime dei defunti giungono nel Piano del Fato, dove vagano finché non vengono reclamate dalle loro divinità patrone. I Falsi e i Miscredenti, invece, vengono condannati da Kelemvor.